# Матчи женской сборной России по волейболу 2009
В 2009 году женская сборная России по волейболу под руководством нового главного тренера Владимира Кузюткина приняла участие в двух официальных турнирах, проводимых под эгидой ФИВБ и ЕКВ.

## Турниры и матчи

### Гран-при
| 31 июля. Нинбо (Китай). Россия — Южная Корея 3:0 (25:23, 25:23, 25:15). Предварительный этап. 1-й тур. Группа «С» |
| --- |

Россия: Борисенко (7 очков), Макарова (16), Муртазаева (7), Фатеева (10), Шешенина (4), Кошелева (16), Кабешова — либеро. Выход на замену: Гамова (3), Стародубова, Жадан (1).

Южная Корея: Ким Мин Чжи, Юм Хе Сон, Ким Ён Гун, Ян Хе Чжин, Ким Се Ён, Пэ Ю На, Ким Хе Ран — либеро. Выход на замену: О Хён Ми, Ким Хе Чжин, Ли Со Ла.
| 1 августа. Нинбо (Китай). Россия — Доминиканская Республика 3:2 (25:21, 25:27, 19:25, 25:11, 15:10). Предварительный этап. 1-й тур. Группа «С» |
| --- |

Россия: Борисенко (11), Макарова (11), Муртазаева (7), Фатеева (12), Шешенина (4), Кошелева (23), Кабешова — либеро. Выход на замену: Гамова (12), Стародубова, Жадан, Седова.

Доминиканская Республика: Варгас, Мехия, Кабрал, Эченике, Мамбру, де ла Крус, Кастильо — либеро. Выход на замену: Касо, Марте Фрика, Родригес.
| 2 августа. Нинбо (Китай). Россия — Китай 2:3 (23:25, 25:23, 25:20, 14:25, 9:15). Предварительный этап. 1-й тур. Группа «С» |
| --- |

Россия: Борисенко (6), Муртазаева (6), Фатеева (16), Гамова (17), Шешенина (2), Кошелева (27), Кабешова — либеро. Выход на замену: Макарова (3), Жадан (3), Стародубова.

Китай: Ли Цзюань, Сюэ Мин, Ма Юньвэнь, Ван Имэй, Вэй Цююэ, Инь На, Ван Цянь — либеро. Выход на замену: Сюй Юньли, Чу Цзиньлин, Хуэй Жуоци.
| 7 августа. Осака (Япония). Россия — Южная Корея 3:2 (23:25, 25:20, 25:18, 25:27, 15:13). Предварительный этап. 2-й тур. Группа «F» |
| --- |

Россия: Борисенко (12), Жадан (5), Муртазаева (5), Фатеева (5), Гамова (24), Кошелева (19), Кабешова — либеро. Выход на замену: Наумова (22), Шешенина, Стародубова.

Южная Корея: Ким Мин Чжи, Юм Хе Сон, Ким Ён Гун, Ян Хе Чжин, Ким Се Ён, Пэ Ю На, Ким Хе Ран — либеро. Выход на замену: О Хён Ми, Ла Хи Вон, Ли Со Ла, Ким Хе Чжин, На Хён Чжон.
| 8 августа. Осака (Япония). Россия — Пуэрто-Рико 1:3 (17:25, 22:25, 25:22, 26:28). Предварительный этап. 2-й тур. Группа «F» |
| --- |

Россия: Борисенко (4), Муртазаева (2), Наумова (14), Гамова (19), Старцева (1), Кошелева (17), Кабешова — либеро. Выход на замену: Фатеева (1), Шешенина, Стародубова, Седова (5).

Пуэрто-Рико: Мохика, Альварес, Роса, А.Крус, Окендо, Ш.Осасио, Сейлхамер — либеро. Выход на замену: Сантос, К.Осасио, Энкарнасьон.
| 9 августа. Осака (Япония). Россия — Япония 1:3 (25:20, 19:25, 15:21, 21:25). Предварительный этап. 2-й тур. Группа «F» |
| --- |

Россия: Борисенко (5), Наумова (3), Седова (13), Гамова (12), Шешенина (2), Кошелева (20), Кабешова — либеро. Выход на замену: Жадан, Фатеева (5), Стародубова.

Япония: Курихара, Такэсита, Содзи, Араки, Кимура, Сакасита, Сано — либеро. Выход на замену: Кано, Инуэ, Хамагути, Окано.
| 14 августа. Бангкок (Таиланд). Россия — США 3:1 (25:21, 26:24, 19:25, 25:17). Предварительный этап. 3-й тур. Группа «I» |
| --- |

Россия: Макарова (14), Муртазаева (10), Седова (5), Гамова (23), Шешенина, Кошелева (21), Кабешова — либеро. Выход на замену: Жадан, Фатеева (6), Стародубова, Борисенко.

США: Кримс, Ричардс, Ларсон, Метколф, Томпсон, Акинрейдью, Сикора — либеро. Выход на замену: Фосетт, Макгиннис, Дэвис, Барбоза, Паолини.
| 15 августа. Бангкок (Таиланд). Россия — Таиланд 3:1 (25:18, 24:26, 25:11, 25:12). Предварительный этап. 3-й тур. Группа «I» |
| --- |

Россия: Макарова (16), Жадан (5), Муртазаева (8), Седова (4), Гамова (17), Кошелева (21), Кабешова — либеро. Выход на замену: Борисенко (7), Фатеева (1), Шешенина, Стародубова.

Таиланд: Тинкаов, Ситтирак, Апиньяпонг, Хьяпха, Томком, Кантхонг, Буакаев — либеро. Выход на замену: Чайсри, Кханан, Кансинг, Сукмак, Пханусит.
| 16 августа. Бангкок (Таиланд). Россия — Пуэрто-Рико 3:0 (25:16, 25:17, 25:19). Предварительный этап. 3-й тур. Группа «I» |
| --- |

Россия: Борисенко (4), Макарова (9), Фатеева (11), Седова (2), Гамова (18), Шешенина (2), Кабешова — либеро. Выход на замену: Стародубова, Жадан, Муртазаева (2), Кошелева (2).

Пуэрто-Рико: Мохика, Альварес, А.Крус, К.Осасио, Окендо, Ш.Осасио, Сейлхамер — либеро. Выход на замену: Сантос.
| 19 августа. Токио (Япония). Россия — Бразилия 2:3 (20:25, 25:22, 17:25, 26:24, 14:16). Финальный этап |
| --- |

Россия: Борисенко (8), Макарова (12), Жадан (1), Муртазаева (2), Гамова (24), Кошелева (17), Кабешова — либеро. Выход на замену: Сафронова (7), Фатеева (3), Шешенина (1), Седова (3), Стародубова.

Бразилия: Фабиана, Дани Линс, Таиса, Мари, Наталья, Шейла, Фаби — либеро. Выход на замену: Сасса, Ана Тиеми, Карол Гаттаж, Жойс, Режиана.
| 20 августа. Токио (Япония). Россия — Япония 3:1 (25:17, 25:23, 27:29, 25:14). Финальный этап |
| -------------------------------------------------------------------------------------------- |

Россия: Борисенко (3), Макарова (22), Муртазаева (7), Гамова (20), Шешенина (3), Кошелева (14), Кабешова — либеро. Выход на замену: Жадан, Сафронова, Фатеева (7), Стародубова.

Япония: Курихара, Такэсита, Содзи, Араки, Кимура, Кано, Сано — либеро. Выход на замену: Окано, Ямагути, Хамагути, Инуэ.
| 21 августа. Токио (Япония). Россия — Китай 3:1 (27:29, 25:16, 25:19, 25:23). Финальный этап |
| ------------------------------------------------------------------------------------------- |

Россия: Борисенко (9), Макарова (19), Муртазаева (10), Гамова (10), Шешенина (3), Кошелева (30), Кабешова — либеро. Выход на замену: Жадан, Наумова (3), Стародубова, Седова.

Китай: Ли Цзюань, Сюэ Мин, Ма Юньвэнь, Ван Имэй, Вэй Цююэ, Инь На, Чжан Сянь — либеро. Выход на замену: Чу Цзиньлин, Сюй Юньли, Шэнь Цзинси, Чжао Яньни.
| 22 августа. Токио (Япония). Россия — Германия 3:1 (16:25, 25:21, 25:23, 25:20). Финальный этап |
| ---------------------------------------------------------------------------------------------- |

Россия: Борисенко (8), Макарова (14), Муртазаева (5), Гамова (21), Шешенина, Кошелева (19), Кабешова — либеро. Выход на замену: Жадан (2), Сафронова, Седова, Стародубова, Наумова (1).

Германия: Вайсс, Байер, Фюрст, Бринкер, Козух, Сушке, Черлих — либеро. Выход на замену: Ханке, Росс, Маттес.
| 23 августа. Токио (Япония). Россия — Нидерланды 3:0 (25:20, 25:23, 25:21). Финальный этап |
| ----------------------------------------------------------------------------------------- |

Россия: Жадан, Муртазаева (5), Наумова (12), Седова (3), Гамова (22), Кошелева (11), Кабешова — либеро. Выход на замену: Макарова (2), Сафронова, Старцева.

Нидерланды: К.Сталенс, Хурман, Ч.Сталенс, Флир, И.Виссер, Стам, ван Тинен — либеро. Выход на замену: Гротхёйс, Блом, Венсинк.
После годичного отсутствия сборная России вернулась в число участников Гран-при. На предварительном этапе значительно обновлённая российская команда заняла 4-е место и вышла в финальный турнир. Финал проводился среди шести команд по круговой системе. В нём российские волейболистки выиграли четыре матча из пяти и стали серебряными призёрами розыгрыша.

### Чемпионат Европы
| 25 сентября. Быдгощ (Польша). Россия — Болгария 3:0 (25:19, 25:9, 25:14). 1-й групповой этап. Группа «С» |
| --- |

Россия: Борисенко (7), Сафронова (5), Седова (5), Гамова (26), Шешенина (1), Кошелева (20), Кабешова — либеро. Выход на замену: Фатеева, Муртазаева, Жадан.

Болгария: Василева, С.Филипова, Дебарлиева, Янева, Петкова, Читигой, М.Филипова — либеро. Выход на замену: Германова, Заркова, Сабкова, Колева, Цветанова.
| 26 сентября. Быдгощ (Польша). Россия — Беларусь 3:0 (25:19, 25:12, 25:15). 1-й групповой этап. Группа «С» |
| --- |

Россия: Борисенко (8), Муртазаева (4), Сафронова (9), Гамова (15), Шешенина (4), Кошелева (17), Кабешова — либеро. Выход на замену: Седова (2), Макарова, Жадан.

Беларусь: Шевченко, Скрабатун, Тумас, Гендель, Аксёнова, Пальчевская, Лебедева — либеро. Выход на замену: Марковская, Обухович, Климович.
| 27 сентября. Быдгощ (Польша). Россия — Бельгия 3:2 (25:13, 18:25, 20:25, 25:18, 15:9). 1-й групповой этап. Группа «С» |
| --- |

Россия: Сафронова (6), Меркулова, Седова (4), Гамова (29), Шешенина (1), Кошелева (19), Кабешова — либеро. Выход на замену: Макарова (12), Муртазаева (5), Жадан, Фатеева, Борисенко.

Бельгия: ван де Стейне, де Карне, Лейс, Альбрехт, Дирикс, Виндефогель, ван Вайренберг — либеро. Выход на замену: Руссо, Ореманс, Витток.
| 29 сентября. Лодзь (Польша). Россия — Испания 3:1 (25:21, 26:24, 19:25, 25:20). 2-й групповой этап. Группа «Е» |
| --- |

Россия: Борисенко (9), Макарова (10), Жадан, Муртазаева (3), Гамова (26), Кошелева (22), Кабешова — либеро. Выход на замену: Сафронова (6), Седова (6), Шешенина (2).

Испания: Санчес, Фернандес, Ламас, эль-Аммари, Гонсалес, Эрнандес, Рамирес — либеро. Выход на замену: Гарсия Маркес, Параха, Дельгадо.
| 30 сентября. Лодзь (Польша). Россия — Польша 1:3 (26:24, 22:25, 22:25, 22:25). 2-й групповой этап. Группа «Е» |
| --- |

Россия: Борисенко (6), Сафронова (11), Седова (11), Гамова (22), Шешенина, Кошелева (12), Кабешова — либеро. Выход на замену: Муртазаева (1), Макарова (3), Жадан (1).

Польша: Садурек, Ягело, Беднарек, Качор, Бараньска, Гайгал, Зеник — либеро. Выход на замену: Бельцик, Бамбер, Пыкош, Май.
| 1 октября. Лодзь (Польша). Россия — Нидерланды 2:3 (19:25, 25:19, 25:23, 19:25, 12:15). 2-й групповой этап. Группа «Е» |
| --- |

Россия: Борисенко (6), Сафронова (10), Седова (3), Гамова (37), Шешенина (2), Кошелева (14), Кабешова — либеро. Выход на замену: Жадан, Макарова (1), Муртазаева, Фатеева.

Нидерланды: Стам, И.Виссер, Флир, Ч.Сталенс, Венсинк, К.Сталенс, ван Тинен — либеро. Выход на замену: Хурман, Гротхёйс.
На первом групповом этапе сборная России обыграла всех своих соперников и без очковых потерь вышла в следующий раунд первенства. Поражения в двух заключительных матчах второго группового этапа не позволили российской команде выйти в полуфинал и оставили её за чертой призёров турнира.

## Итоги
Всего на счету сборной России в 2009 году 20 официальных матчей. Из них выиграно 14, проиграно 6. Соотношение партий 51:30. Соперниками россиянок в этих матчах были национальные сборные 15 стран.
| Турнир           | И  | В  | П | С/О   | Место |
| ---------------- | -- | -- | - | ----- | ----- |
| Гран-при         | 14 | 10 | 4 | 36:21 | 2-е   |
| Чемпионат Европы | 6  | 4  | 2 | 15:9  | 5—6-е |

## Состав
В скобках после количество игр указано число матчей, проведённых волейболисткой в стартовом составе + в качестве либеро.
| №  | Игрок                 | Год рождения | Амплуа      | Клуб                   | Турниры и игры | Турниры и игры | Всего матчей |
| №  | Игрок                 | Год рождения | Амплуа      | Клуб                   | ГП             | ЧЕ             | Всего матчей |
| -- | --------------------- | ------------ | ----------- | ---------------------- | -------------- | -------------- | ------------ |
| 1  | Мария Борисенко       | 1986         | центральная | «Эджзачибаши»          | 13 (11)        | 6 (5)          | 19 (16)      |
| 2  | Анна Макарова         | 1984         | нападающая  | «Динамо» Кр            | 11 (9)         | 5 (1)          | 16 (10)      |
| 3  | Мария Жадан           | 1983         | связующая   | «Заречье-Одинцово»     | 13 (4)         | 6 (1)          | 19 (5)       |
| 4  | Елена Муртазаева      | 1981         | центральная | «Динамо-Янтарь»        | 13 (12)        | 6 (2)          | 19 (14)      |
| 6  | Ксения Наумова        | 1990         | нападающая  | «Динамо-Казань»        | 6 (3)          |                | 6 (3)        |
| 7  | Наталья Сафронова     | 1979         | нападающая  | «Динамо» М             | 5              | 6 (5)          | 11 (5)       |
| 8  | Юлия Меркулова        | 1984         | центральная | «Динамо» Кр            |                | 1 (1)          | 1 (1)        |
| 9  | Ольга Фатеева         | 1984         | нападающая  | «Заречье-Одинцово»     | 11 (5)         | 3              | 14 (5)       |
| 10 | Юлия Седова           | 1985         | центральная | «Автодор-Метар»        | 10 (5)         | 6 (4)          | 16 (9)       |
| 11 | Екатерина Гамова      | 1980         | нападающая  | «Фенербахче»           | 14 (12)        | 6 (6)          | 20 (18)      |
| 12 | Марина Шешенина       | 1985         | связующая   | «Уралочка»-НТМК        | 13 (9)         | 6 (5)          | 19 (14)      |
| 13 | Евгения Старцева      | 1989         | связующая   | «Автодор-Метар»        | 2 (1)          |                | 2 (1)        |
| 14 | Екатерина Кабешова    | 1986         | либеро      | «Динамо» Кр            | 14 (0+14)      | 6 (0+6)        | 20 (0+20)    |
| 15 | Татьяна Кошелева      | 1988         | нападающая  | «Заречье-Одинцово»     | 14 (13)        | 6 (6)          | 20 (19)      |
| 18 | Екатерина Стародубова | 1985         | либеро      | «Университет-Технолог» | 13             |                | 13           |

- Главный тренер — Владимир Кузюткин.
- Тренер — Ришат Гилязутдинов.

Всего в 2009 году в составе сборной России в официальных турнирах играло 15 волейболисток.

## Другие турниры
- Кубок первого президента России Б. Н. Ельцина по волейболу. 28 июня—2 июля.  Екатеринбург, Нижний Тагил.

Групповой этап — Беларусь 3:1, Япония 1:3, Азербайджан 2:3.
Полуфинал — Нидерланды 3:1. Финал — Япония 3:2. Итог — 1-е место.